# Strymon paupera
Strymon paupera är en fjärilsart som beskrevs av Tutt. Strymon paupera ingår i släktet Strymon och familjen juvelvingar. Inga underarter finns listade i Catalogue of Life.